# Chersotis larixia
Chersotis larixia är en fjärilsart som beskrevs av Achille Guenée 1852. Chersotis larixia ingår i släktet Chersotis och familjen nattflyn. Inga underarter finns listade i Catalogue of Life.